# Pitney
Pitney is een civil parish in het bestuurlijke gebied South Somerset, in het Engelse graafschap Somerset met 374 inwoners (2011).